# Klasa okręgowa (grupa warszawska II)
Klasa okręgowa (grupa warszawska II) – jedna z sześciu na terenie województwa mazowieckiego klas okręgowych, stanowiąca pośredni szczebel rozgrywkowy między V ligą a klasą A. Od sezonu 2022/2023 jest siódmym szczeblem rozgrywkowym.
Zmagania w jej ramach toczą się cyklicznie systemem kołowym. Zwycięzcy grupy uzyskują awans do V ligi mazowieckiej (północnej lub południowej), zaś najsłabsze zespoły relegowane są do poszczególnych grup klas A. Zarządzana przez – działający w imieniu Polskiego Związku Piłki Nożnej – Mazowiecki Związek Piłki Nożnej.

## Zwycięzcy
W sezonach 2002/2003-2006/2007 i od 2022/2023 drużyny awansowały do V ligi, natomiast w sezonach 2007/2008-2021/2022 drużyny awansowały do IV ligi.
- sezon 2023/2024 – Znicz II Pruszków[2]
- sezon 2022/2023 – Ożarowianka Ożarów Mazowiecki[3]
- sezon 2021/2022 – LKS Chlebnia[4]
- sezon 2020/2021 – Orzeł Baniocha[5]
- sezon 2019/2020 – Okęcie Warszawa[6]
- sezon 2018/2019 – Józefovia Józefów[7]
- sezon 2017/2018 – KS Raszyn[8]
- sezon 2016/2017 – Perła Złotokłos[9]
- sezon 2015/2016 – MKS Piaseczno[10]
- sezon 2014/2015 – Błonianka Błonie[11]
- sezon 2013/2014 – KS Raszyn[12]
- sezon 2012/2013 – Ożarowianka Ożarów Mazowiecki[13]
- sezon 2011/2012 – Sparta Jazgarzew[14]
- sezon 2010/2011 – KS Łomianki[15]
- sezon 2009/2010 – Żyrardowianka Żyrardów[16]
- sezon 2008/2009 – UKS Łady[17]
- sezon 2007/2008 – Przyszłość Włochy[18]
- sezon 2006/2007 – Mazur Radzymin[19]
- sezon 2005/2006 – Victoria Głosków[20]
- sezon 2004/2005 – Tur Jaktorów[21]
- sezon 2003/2004 – Przyszłość Włochy[22]
- sezon 2002/2003 – Mszczonowianka Mszczonów[23]